# Claude Iverné
Claude Iverné (* 24. ledna 1963, Auxonne v departementu Côte-d'Or) je francouzský dokumentární fotograf a spisovatel.

## Životopis
Claude Iverné studoval u De La Salle Brothers a poté na střední a střední škole La Providence v Amiens.
Svou kariéru začal u módního návrháře Pierra Cardina v letech 1985 až 1987, poté odešel ze zařízení módního domu, aby se v letech 1988 až 1992 stal asistentem v Pin-up studiu a prohluboval své znalosti u předních fotografů reklamy a módy.
Žádají ho francouzská média, pro portréty a následně reportáže. Poté se distancoval, aby se mohl věnovat hloubkovým projektům: portrét, reportáže a nakonec dokument. Zúčastnil se semináře Des Territoires Jeana-Françoise Chevriera na Ecole Nationale Supérieure des Beaux-Arts v Paříži (ENSBA).
V roce 1998 se ujal dokumentární práce o stopách starověké transsaharské cesty v libyjské poušti Kordofan a Dárfúr, která spojuje Egypt a Súdán,"Darb al Arba'in" ("čtyřicetidenní stezka").
Naučil se arabsky a podnikl dlouhou a pečlivou práci na tomto území, jeho společnostech a análech, což mu dnes vyneslo příležitost působit jako specialista na toto téma u mnoha institucí.
V roce 2003 založil organizaci Elnour  (Světlo), dokumentační kancelář s několika súdánskými fotografy a mezinárodními výzkumníky. V roce 2012 založil nakladatelství Elnour.
Přispívá ke vstupu súdánských fotografů do veřejných i soukromých sbírek, zejména Musée du Quai Branly - Jacques-Chirac a Sharjah Art Foundation.
V roce 2018 získalo soubor jeho děl Národní centrum výtvarného umění.
V roce 2019 získal diplom z National School of Photography v Arles od VAE.

## Ocenění
- 2019 : Vítěz dokumentárního grantu od National Center for Plastic Arts[6], pro projekt CHAM v Kambodži
- 2015 : Cena Henri-Cartier-Bressona[7][8]
- 2003 : Vítěz ceny 3P, kterou pořádá Yann Arthus-Bertrand[9]

## Publikace
- Padesát let archeologie v Súdánu, Ed Soleb, 2021
- Zápisníky na šířku č. 39: Kříže a Kalvárie v krajině, Křesťané, 2021
- SudanPhotoGraphs, aLandTypologyEssay, Elnour Publishing 2012, Vol. 1 ; 2014, sv. 2 ; 2016, sv. 3 ; 2018, sv. 4 ; 2019, sv. 5.
- César v práci, Ed Elnour, 2018
- Bilad es Sudan, s rozhovorem Quentina Bajaca s Jonasem Cueninem, vydání Xaviera Barrala / HCB Foundation, 2017
- Henri, Pár kroků s Abbé Pierrem, fotografické album, vydání Albin Michel, 2009 ISBN 978-2-226-18174-9
- Proč umíráme v Dárfúru, s. 169-178: Images of Darfur, European Academy of Geopolitics, ed. ERES, 2008 ISBN 978-2-7492-0924-1[10]

## Výběr z výstav
- 2023: Des Arbres , galerie Erica Duponta, Paříž
- 2022: "Paris Photo, galerie Erica Duponta, Paříž
- 2022: Faraon dvou zemí , Muzeum Louvre, Paříž
- 2022: De Rerum Natura , Ithaca, Paříž
- 2021: Pařížské umění , Galerie Erica Duponta, Paříž
- 2020: Eric Dupont Invite, galerie Erica Duponta, Paříž
- 2019: O popisu[11], Bergen Kjött / Bit Teatergarasjen, Bergen, Norsko
- 2018: Nubia, Galerie Agathy Gaillardové, Paříž
- 2017: Color[12], Galerie Agathy Gaillardové, Paříž
- 2017:  Bilad es Sudan , Aperture Foundation[13], New York
- 2017 Bilad es Sudan, Nadace Henri Cartier-Bresson[14]
- 2016: Súdánské fotografie[15], muzeum Nicéphore-Niépce
- 2012: Súdánské fotografie, Maison des Métallos, Paříž[16][17]
- 2012: O súdánské fotografii (konference), Recyclart, Brusel
- 2011: Galerie Clémentine de la Féronnière, Paříž
- 2011: Fotografická setkání 10 okres, Paříž
- 2010: Egyptské kulturní centrum, Paříž[18]
- 2008: Dar-Four, International Geography Festival, Saint-Dié-des-Vosges[19]
- 2008: Portréty umělců, galerie Verdeau, Paříž
- 2007: Černí faraoni, královské muzeum v Mariemontu, Belgie
- 2007: Visa pour l'image (projekce), Perpignan
- 2007: Dar-Four, Srážení nevyhnutelné modernity, Confluences, Paříž ; Sciences-Po Paříž ; Univerzita Diderot v Paříži 7
- 2005: Kurátor výstavy  Súdán , Bamako International Meetings, Mali
- 2004: Francouzské kulturní centrum, Chartúm, Súdán
- 2003: "Darb al Arba'ïn", Maison des Métallos, Paříž[20]
- 2002: Darb al Arba’ïn, Organizace spojených národů, Chartúm
- 1994: Edgar Gustave Georges a ostatní, obchodní portrét, Croix
- 1994: Portréty, Amiens